# Peixateria Vella (Vilanova i la Geltrú)
La Peixateria Vella és un edifici catalogat com a monument del municipi de Vilanova i la Geltrú (Garraf) protegit com a bé cultural d'interès local.

## Descripció
És un edifici de planta baixa situat al límit del nucli antic de la Geltrú. És de planta el·líptica i presenta un atri de planta rectangular. Té dues façanes a diferent nivell, una al carrer de la Unió i l'altra al carrer de l'Arquebisbe Armanyà, ambdues de composició simètrica, amb un portal central i dues finestrals laterals. Totes aquestes obertures són d'arc de mig punt i estan protegides per reixes. La façana principal, de dimensions més grans, és la del carrer de la Unió. Té com a element remarcable el coronament, amb un escut de Vilanova i la Geltrú integrat en un conjunt escultòric. Sobre l'el·lipsi s'eleva una cúpula sostinguda per columnes primes de ferro colat, tambor amb finestres i coberta de pavelló. La resta de la coberta és plana.

## Història
L'edifici de la Peixateria va ser construït l'any 1858 sobre els terrenys que anteriorment havia ocupat el fossar de la Geltrú. El projecte va ser realitzat i dirigit pel mestre d'obres Josep Salvany. El mercat de peix va ser obert al públic el 8 de setembre de 1858. L'any 1926, l'arquitecte municipal Josep Mª Miró i Guibernau va projectar la coberta. L'edifici va encabir la peixateria fins a l'any 1941 en el qual s'obrí el nou Mercat Públic.
Posteriorment s'han realitzat diferents projectes per a una nova utilització. L'any 1941 es va realitzar un projecte d'hostatgeria per a indigents (Josep Mª Miró i Guibernau). El 1969 es realitzà un projecte d'habitatges (MBM arquitectes) i el 1981 un nou projecte de restauració (Joan Corral i Vilalta).
Actualment funciona com a local d'assaig dels Falcons de Vilanova i la Geltrú.